# NGC 1601
NGC 1601 je galaksija u zviježđu Eridanu.

## Vanjske poveznice
- SEDS: NGC 1601